# Серафим (архиепископ Афинский)
Архиепи́скоп Серафи́м (греч. Αρχιεπίσκοπος Σεραφείμ, в миру Виссарион Тикас, греч. Βησσαρίων Τίκας; 10 февраля 1913, Артесианон — 10 апреля 1998, Афины) — предстоятель Элладской православной церкви; Архиепископ Афинский и всея Эллады (1974—1998).

## Биография
Родился 10 февраля 1913 года в деревне Артесианон в нома Кардица. Он учился в начальной школе Артесианона (первые четыре класса), а также в пятой и шестой шестиклассной начальной школе Кардицы. Затем он посещал первую греческую школу Кардицы и четырёхклассную среднюю школу Кардицы, но до первого класса. После завершения базового обучения сначала в семинарии Артиса (4 года), а затем в церковной школе Коринфа (1 год), где у него была возможность встретиться с тогдашним митрополитом Коринфа, а затем архиепископом Афинским и вице-королём Дамаскиносом (Папандреу), в 1936 году он поступил после экзаменов в богословскую школу Афинского университета, которую окончил в 1940 году с результатами «очень хорошо».
Будучи второкурсником богословской школы, он стал монахом в монастыре Пендели в 1938 году. На следующий день после пострижения он был рукоположён в сан диакона тогдашним митрополитом Коринфским Дамаскином, где был назначен клириком церкви Святой Троицы в Нео Ираклионе. В 1939 году он был направлен в Церковь святого Луки в Патисии.
В 1942 году архиепископ Дамаскин Папандреу рукоположил его во священника с возведением в сан архимандрита. Он служил приходским священником и проповедником в церкви Святого Луки в Патисии, одновременно принимая на себя заботу об общественной столовой, которую впервые создал архиепископ Хрисанф. В своих проповедях в то время он часто выступал против завоевателей и «злых греков», которые сотрудничали с завоевателями.
В следующем году он участвовал в Национальном сопротивлении, отправившись в горы, в ряды Национальной республиканской греческой лиги (ΕΔΕΣ) под командованием генерала Наполеона Зерваса, отсюда его более позднее прозвище партизанского архиепископа. В частности, в сентябре 1943 года, после принятия в ряды ΕΔΕΣ торговцем Эфтимиосом Бардесом и юристом Иоаннисом Мацукасом, которые в то время были ведущими руководителями организации в Афинах, через Патры переехал в Крионери Айтолоакарнания, а оттуда переехали в Агринион и оказались на Дзумерке, где находилась штаб-квартира Зерваса. В горах он совершал богослужения и ободрял борцов речами.
Наконец, после освобождения за все свои действия в Национальном сопротивлении он был удостоен королём Георгом II золотой награды за доблесть, Военного креста Первого класса, медали за выдающиеся деяния, а также памятной медали Национального Сопротивления.

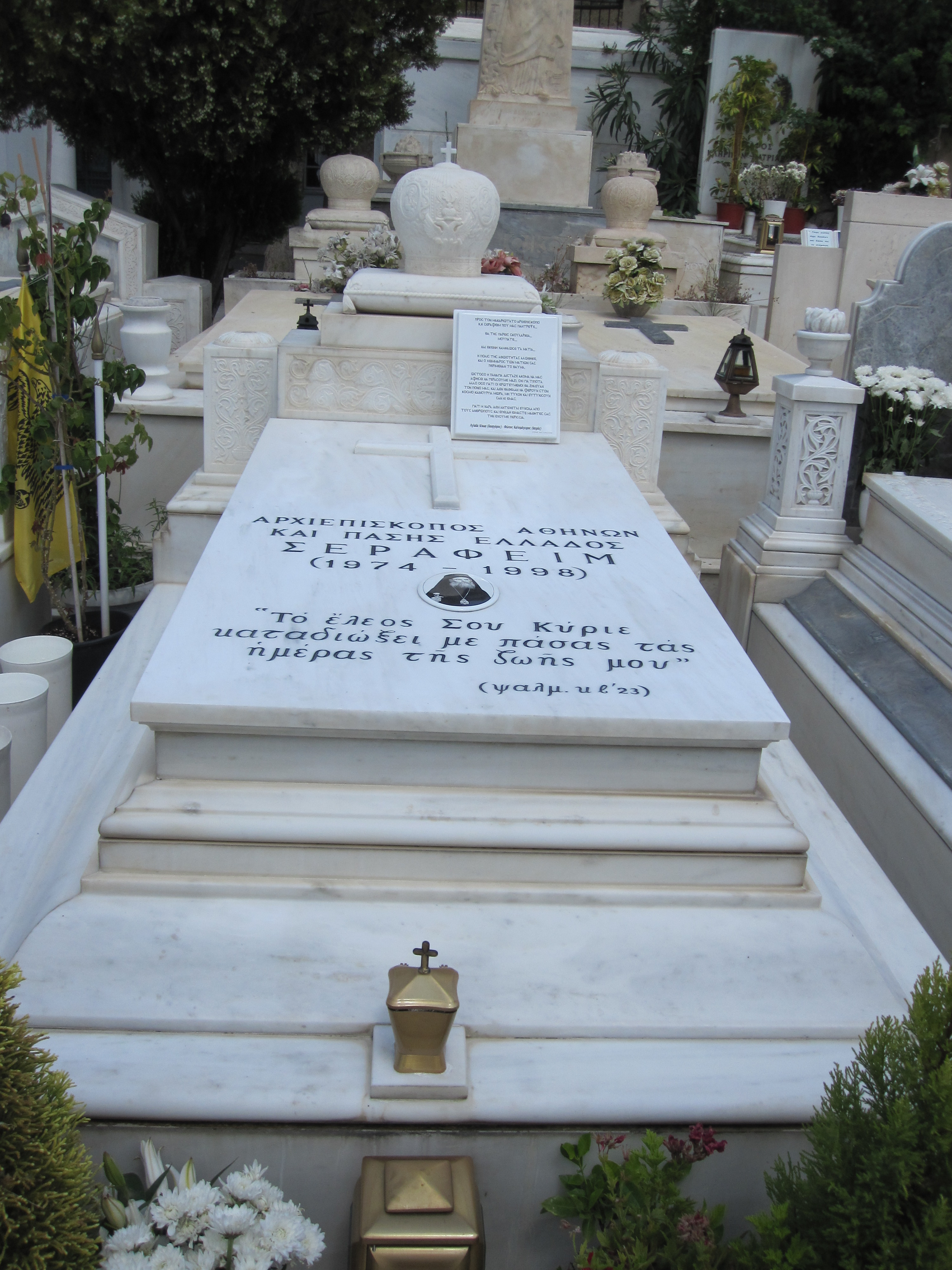
Гробница архиепископа Серафима на Первом афинском кладбище

6 сентября 1949 года при премьер-министре Александросе Диомидисе и архиепископе Афинском Спиридоне, был избран митрополитом Артским. 11 сентября 1949 года хиротонисан во епископа Артского с возведением в сан митрополита. Развил замечательную деятельность пастырского и благотворительного характера, такую как создание новых храмов и восстановление старых, создание дома престарелых, школы-интерната для бедных студентов, детского сада и студенческих лагерей в Вургарели. Особое внимание было уделено реконструкции митрополичьего дворца. Его работа была оценена соответствующим образом, и он был признан достойным перевода в Янинскую митрополию.
11 марта 1958 года при временном премьер-министре Константиносе Георгакопулосе и архиепископе Афинском Феоклите II он был переведён на Яннинскую митрополию, где развернул более широкую церковную деятельность, национальную, социальную и благотворительную. Он заботился, среди прочего, о возобновлении работы школы Зосимея после бомбардировки, которой она подверглась во время Второй мировой войны, и библиотеки Зосимея, о повторном распространении «Хроник Эпира». В 1964 году он внёс большой вклад в создание Университета Янины, который был признан независимым учреждением в 1970 году, а также в создание там кампуса. В мае 1969 года в период хунты чёрных полковников он взял на себя руководство «Североконтинентальной гонкой», которой он посвятил себя с большим рвением, продвигая её как на национальном, так и на международном уровнях.
В 1961 году в качестве делегата Элладской Православной Церкви принимал участие в деяниях Первого Всеправославного Совещания на острове Родос, а также посетил Сербский Патриархат.
12 января 1974 года в Монастыре Петраки был избран новым главой Элладской Церкви. Выборы нельзя назвать справедливыми, — 34 епископа из 66 не были допущены новым правительством к голосованию. Из оставшихся тридцати двух два бойкотировали выборы, один покинул заседание из протеста и другой отказался принять участие в голосовании. Архиепископ Серафим получил только 20 голосов.
16 января он был настолован как Архиепископ Афинский и всея Эллады. По случаю интронизации архиепископ Серафим произнёс речь, в которой, касаясь программы своей предстоящей церковной деятельности, заявил, что он намерен в области экуменической укрепить положение Элладской Церкви во Всемирном Совете Церквей и занять руководящие посты в церковных диалогах в тесном сотрудничестве со Константинопольским Патриархатом.
Как предстоятель Элладской церкви, он посетил патриархаты Константинополя, Антиохии, Москвы, Софии и Белграда.
В годы Гражданской войны в Югославии архиепископ Серафим оказывал моральную поддержку сербам, а в 1993 году с ним в Афинах встретился лидер боснийских сербов Радован Караджич.
Скончался 10 апреля 1998 года на 85 году жизни. Погребён на Первом афинском кладбище.